# Cowes

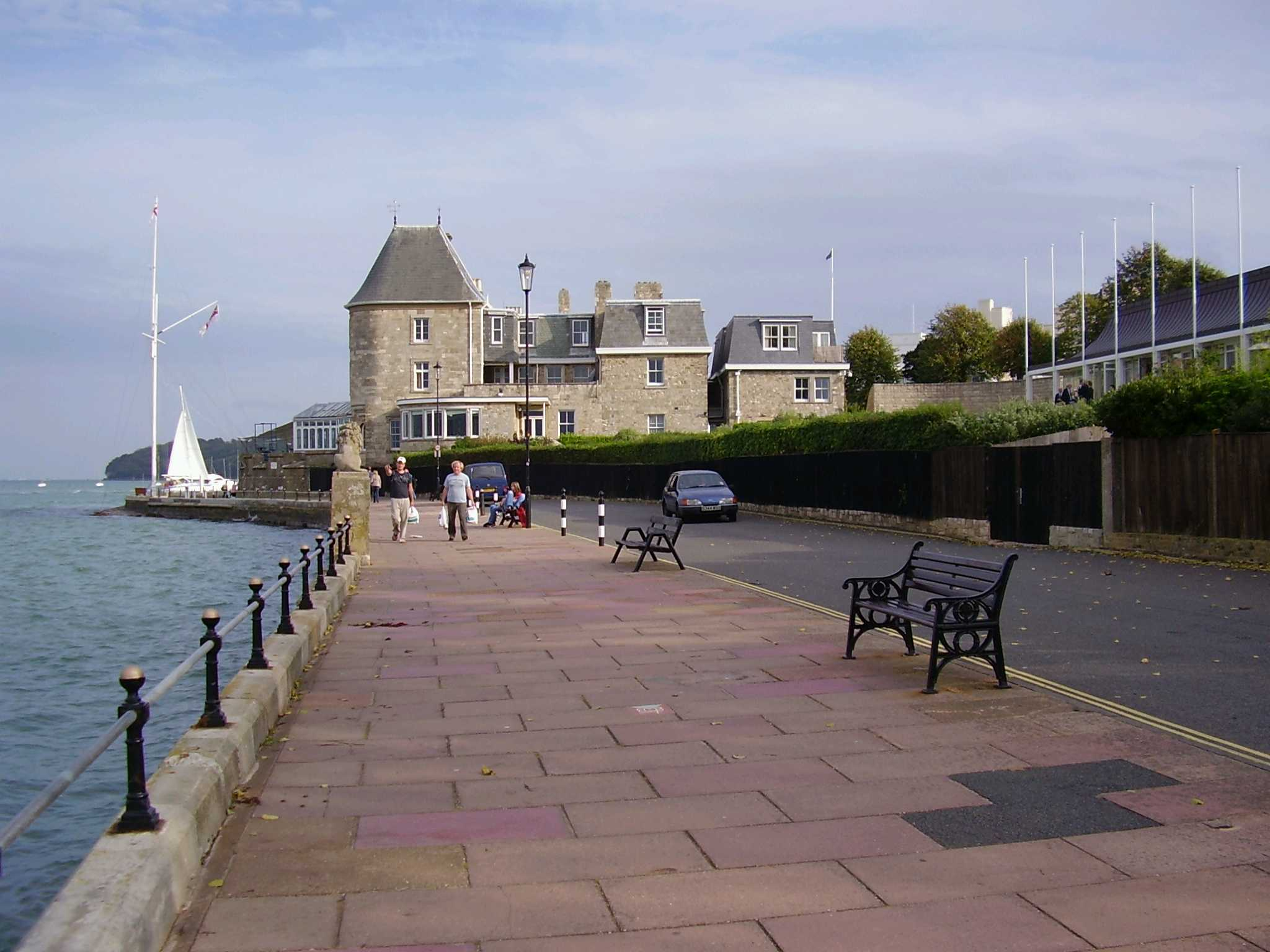
Cowes Esplanade e Cowes Castle

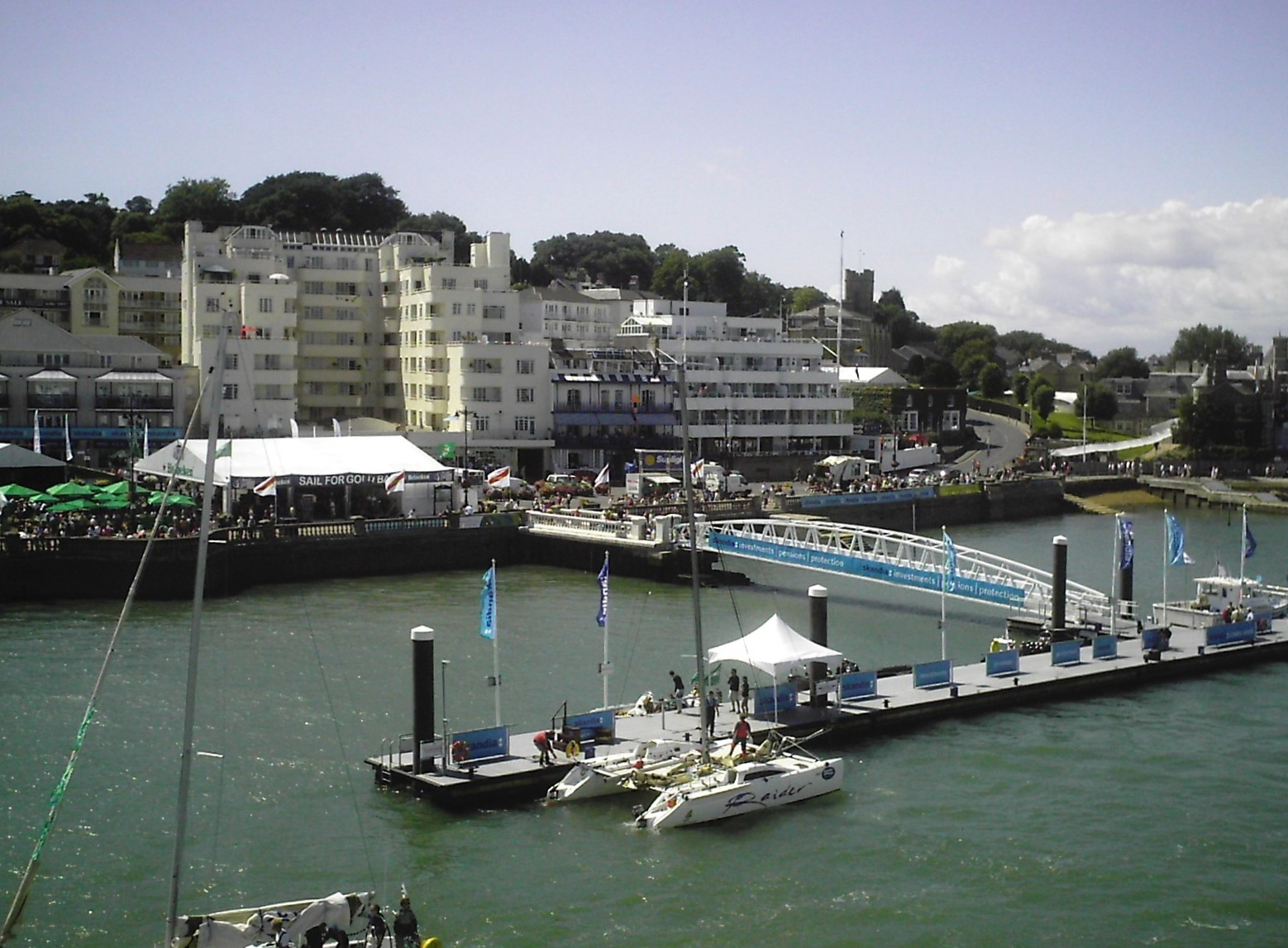
Cowes Week 2007

Cowes é uma cidade portuária e paróquia civil da Ilha de Wight, na Inglaterra. Está localizada na margem do estuário do rio Medina de frente para a pequena cidade de East Cowes, localizada na margem oposta. As duas cidades estão ligadas pela Cowes Floating Bridge.
Sua população, de acordo com o censo de 2001, era de 9.663 habitantes.
Cowes sedia uma importante regata, que leva o nome da cidade (Cowes Week) e que ocorre anualmente na primeira semana de agosto.